# Публий Корнелий Долабелла (консул-суффект 35 года до н. э.)
Пу́блий Корне́лий Долабе́лла (лат. Publius Cornelius Dolabella; умер после 35 года до н. э.) — римский политический деятель из плебейской ветви рода Корнелиев, консул-суффект 35 года до н. э.
О жизни Долабеллы мало что известно: до 30-х годов до н. э. он не играл значительной роли в политической жизни Республики. Предположительно это был сын консула-суффекта 44 года до н. э. того же имени. В 35 году до н. э., после победы над Секстом Помпеем, Гай Юлий Цезарь Октавиан назначил Публия Корнелия консулом-суффектом вместе с Титом Педуцеем (по другой версии, это был Публий Корнелий Сципион). После этого Долабелла уже не упоминается в сохранившихся источниках.
Предположительно Публий был женат на Квинтилии, сестре Публия Квинтилия Вара. Именно в этом браке мог родиться Публий Корнелий Долабелла, консул 10 года н. э.